# Alter Ego (Fard-Album)
Alter Ego (lat. anderes Ich) ist das Debüt-Soloalbum des deutschen Rappers Fard. Es erschien am 26. November 2010 über das Label Ruhrpott Illegal mit Unterstützung des Labels Groove Attack.

## Titelliste
| #                                   | Titel                  | Gastbeiträge                             | Länge |
| ----------------------------------- | ---------------------- | ---------------------------------------- | ----- |
| 1                                   | Intro                  |                                          | 2:02  |
| 2                                   | Hilf dir selber        |                                          | 3:08  |
| 3                                   | Representant           |                                          | 3:19  |
| 4                                   | Murmeltier             |                                          | 3:10  |
| 5                                   | Der Junge ohne Herz    |                                          | 3:21  |
| 6                                   | 60 Terrorbars Infinity | Farid Bang, Kollegah, Summer Cem & Snaga | 4:29  |
| 7                                   | Peter Pan              |                                          | 3:32  |
| 8                                   | Ziel & Schiess         |                                          | 3:53  |
| 9                                   | Es war mal …           |                                          | 2:57  |
| 10                                  | Ein normaler Tag       |                                          | 4:50  |
| 11                                  | Wir regieren Rap       | Farid Bang                               | 3:04  |
| 12                                  | Lass sie reden         |                                          | 3:11  |
| 13                                  | Du willst fort         |                                          | 3:27  |
| 14                                  | Sei gewarnt            |                                          | 4:18  |
| 15                                  | Zahltag                |                                          | 3:35  |
| 16                                  | Heimweh                |                                          | 3:10  |
| 17                                  | Was wäre wenn          |                                          | 2:47  |
| 18                                  | Auf den Weg            |                                          | 3:15  |
| Bonussongs der iTunes Bonus Version |                        |                                          |       |
| #                                   | Titel                  | Gastbeiträge                             | Länge |
| 19                                  | Wir sind mehr          |                                          | 3:47  |

## Musikvideos
Zu Alter Ego wurden sieben Videos gedreht. Die ersten beiden Videos wurden über den YouTube-Kanal 16BARS.TV zu den Tracks Intro und Peter Pan am 10. September und am 1. Oktober 2010 veröffentlicht. Das nächste Video erschien am 26. Oktober 2010 zum Track Der Junge ohne Herz. Anschließend wurde am 24. November zum Track Hilf dir selber ein Musikvideo ausgekoppelt. Tracks wie Der Junge ohne Herz, Peter Pan oder Hilf dir selber erreichten mittlerweile mehr als 6 Mio. Aufrufe. Nach dem Release des Albums fanden die restlichen Videoauskopplungen statt. Am 19. Dezember erschien für den Track Auf den Weg ein Musikvideo. Im März 2011 erschien das Video zu Murmeltier über den Kanal BACKSPIN. Das letzte Musikvideo erschien am 11. April 2011 zu Lass sie reden.

## Stil
In den Liedern des Albums wirkt Fard häufig wütender, aggressiver oder pessimistischer als im Vergleich zu seinen vorherigen Tonträgern. An einigen Stellen der Lieder Hilf dir selber oder Ziel & Schiess kann man den Rapper aus Wut schreien hören. Unter anderem führt Fard oft innere Monologe, welche von einigen Rap-Kritikern als "merkwürdig" eingestuft werden. Außerdem thematisiert er in seinen Tracks das Dasein des Teufels in jener Seele. Einige Rapzeitschriften warfen Fard vor, sein Album würde von satanistischen Inhalten geprägt sein. Zu diesen Vorwürfen äußerte sich der Gladbecker Rapper einige Wochen später und fand diese seien nichts weiter als „absoluter Schwachsinn“, schon alleine dadurch, dass er aus Liebe zum Glauben und zum Paradies nie im Leben „sowas“ ernst meinen würde.